# Extended Versions (álbum de Stryper)
Extended Versions es el segundo álbum en vivo de la banda de metal cristiano Stryper. Si bien fue grabado al mismo tiempo que 7 Weeks: Live in America, 2003, es decir, en 2003, no fue publicado sino hasta el 31 de octubre de 2006.

## Lista de canciones
1. Make Me Wanna Sing (Sweet) 4:36
2. Calling on You (Sweet) 3:45
3. Free (Sweet, Sweet) 3:39
4. More Than a Man (Sweet) 4:34
5. You Won't Be Lonely (Sweet) 4:24
6. Reach Out (Sweet, Sweet) 5:26
7. The Way (Fox) 3:50
8. Soldiers Under Command (Sweet, Sweet) 5:22
9. To Hell with the Devil (Sweet, Sweet) 5:57
10. Honestly (Sweet) 4:25

- Datos: Q1131348